# Calliandra bijuga
Calliandra bijuga är en ärtväxtart som beskrevs av Joseph Nelson Rose. Calliandra bijuga ingår i släktet Calliandra och familjen ärtväxter. Inga underarter finns listade i Catalogue of Life.